# إنغريد روزاس
إنغريد روزاس (بالإسبانية: Ingrid Rosas)‏ هي رسامة مكسيكية، ولدت في 1967.

## وصلات خارجية
- الموقع الرسمي